# René Monié
 René Monié (Tesà, 2 de gener del 1934) és un antic jugador nord-català de rugbi a 15 que jugà amb la USAP i amb l'equip nacional francès, normalment en la posició de centre en els tres quarts. Feia 1,75 m i 69 kg.

## Carrera
- Gallia Club Théza
- Unió Esportiva Arlequins de Perpinyà

### Internacional
- Debutà el 16.12.56 contra Txecoslovàquia, i el seu segon i darrer partit fou contra Anglaterra el 23.2.57.

## Palmarès
- Campió de França 1955
- Vencedor de la Challenge Yves du Manoir del 1955
- Finalista de la Challenge Yves du Manoir el 1954